# Michele De Pirro
Pour les articles homonymes, voir Pirro.
Michele De Pirro (Gênes, 2 août 1965) est un scénariste pour la télévision et dessinateur italien.

## Biographie
Michele De Pirro est diplômé en philosophie du langage de l'Université de Gênes avec une thèse sur Ludwig Wittgenstein. 